# Urbs (Hauptort)
Urbs ist eine lateinische Bezeichnung für eine Hauptstadt oder eine wichtige Burg.

## Römisches Reich
In der Antike war urbs eine Bezeichnung für Rom. Davon hat sich bis heute der Papstsegen Urbi et orbi, der Stadt (Rom) und dem Erdkreis erhalten.
Weitere Orte
- Orvieto – Urbs Vetus, Hauptort der Etrusker
- Urbisaglia – Urbs Salvia

## Mittelalter
Im Mittelalter war urbs eine seltene Bezeichnung für Burgen oder Städte von übergeordneter Bedeutung (z. B. Bischofssitze), gelegentlich auch für kleinere Burgen. Für größere Burgen oder Städte wurde ansonsten meist die Bezeichnung civitas verwendet.
Burgen und Städte westlich von Elbe und Donau
- Aachen – Urbs Aquensis
- Deventer – urbs. 962
- Magdeburg
- Merseburg
- Regensburg
- Straßburg
- Würzburg

Burgen östlich von Elbe und Donau
- Brandenburg – Tractatus de urbe Brandenburg
- Kolberg (Pommern), urbs, 11. Jahrhundert
- Meißen

## Neuzeit
Im 18. Jahrhundert wurde die Bezeichnung urbs  in lateinischen Texten mitunter für eine Stadt verwendet.

## Redewendungen
- ab urbe condita, seit Gründung der Stadt (Rom), Beginn der römischen Zeitrechnung

## Ableitungen
- Suburbium, Vorburg
- Urban, zur Stadt gehörig